# Adriana Barraza
Adriana Barraza González (Toluca, 5 marzo 1956) è un'attrice messicana, famosa per la sua interpretazione nel film Babel.

## Biografia
È stata nominata ai Premi Oscar 2007 come miglior attrice non protagonista grazie al ruolo di Amelia in Babel, film del 2006 in cui ha recitato a fianco dei premi Oscar Brad Pitt e Cate Blanchett.

## Filmografia

### Cinema
- La primera noche, regia di Alejandro Gamboa (1998)
- La paloma de Marsella, regia di Carlos García Agraz (1998)
- Amores perros, regia di Alejandro González Iñárritu (2000)
- La segunda noche, regia di Alejandro Gamboa (2001)
- Babel, regia di Alejandro González Iñárritu (2006)
- ...Y solo humo, regia di Victor Herrera McNaught – cortometraggio (2007)
- Henry Poole - Lassù qualcuno ti ama (Henry Poole Is Here), regia di Mark Pellington (2008)
- Rage, regia di Sally Potter (2009)
- Drag Me to Hell, regia di Sam Raimi (2009)
- Tres piezas de amor en un fin de semana, regia di Salvador Aguirre (2009)
- Revolución, regia di registi vari (2010)
- Sucedió en un día, regia di registi vari (2010)
- Burning Palms, regia di Christopher Landon (2010)
- Cerro Bayo, regia di Victoria Galardi (2010)
- Te presento a Laura, regia di Fez Noriega (2010)
- And Soon the Darkness, regia di Marcos Efron (2010)
- From Prada to Nada, regia di Angel Gracia (2011)
- Thor, regia di Kenneth Branagh (2011)
- El cartel de los sapos, regia di Carlos Moreno e Juancho Cardona (2011)
- Mariachi Gringo, regia di Tom Gustafson (2012)
- El secreto del medallón de jade, regia di Leopoldo Aguilar e Rodolfo Guzmán (2012)
- Guten Tag, Ramón, regia di Jorge Ramírez Suárez (2013)
- Cake, regia di Daniel Barnz (2014)
- The 33, regia di Patricia Riggen (2015)
- Dora e la città perduta (Dora and the Lost City of Gold), regia di James Bobin (2019)
- Rambo: Last Blood, regia di Adrian Grunberg (2019)
- We Can Be Heroes, regia di Robert Rodriguez (2020)
- Bingo Hell, regia di Gigi Saul Guerrero (2021)
- Monica, regia di Andrea Pallaoro (2022)
- La scuola sui binari (El último vagón), regia di Ernesto Contreras (2023)
- Blue Beetle, regia di Angel Manuel Soto (2023)

### Televisione
- Mujer, casos de la vida real – serial TV, 10 puntate (1985-2003)
- Bajo un mismo rostro – serial TV, 100 puntate (1995)
- E.R. - Medici in prima linea (ER) – serie TV, episodio 14x09 (2007)
- CSI: Miami – serie TV, episodio 7x10 (2008)
- Capadocia (Capadocia: Un Lugar sin Perdón) – serie TV, 5 episodi (2012)
- The Strain – serie TV, 8 episodi (2014-2016)
- Dueños del paraíso – serial TV, 61 puntate (2015)
- Silvana sin lana – serial TV, 116 puntate (2016-2017)
- Al otro lado del muro – serial TV, 14 puntate (2018)
- Snowfall – serie TV, 3 episodi (2019)
- Penny Dreadful: City of Angels – serie TV, 10 episodi (2020)
- Il diario di un gigolò (Diario de un Gigoló) – serie TV, 10 episodi (2022)

## Doppiatrici italiane
Nelle versioni in italiano delle opere in cui ha recitato, Adriana Barraza è stata doppiata da:
- Doriana Chierici in Drag Me to Hell, And Soon the Darkness, The Strain
- Sonia Scotti in Cake, Penny Dreadful: City of Angels
- Mirta Pepe in Dora e la città perduta, Rambo: Last Blood
- Anna Melato in Babel
- Rita Savagnone in Henry Poole - Lassù qualcuno ti ama
- Valeria Perilli in We Can Be Heroes
- Lucia Valenti in Monica

## Riconoscimenti
- Premio Oscar
  - 2007 – Candidatura alla miglior attrice non protagonista per Babel